# 苏州市虎丘中等专业学校
苏州虎丘中专学校创办于1983年。原名郊区文化技术学校。校址初在三香路，学员来自郊区各乡的知识青年。学校根据郊区发展的需要，培养过幼儿师资、蔬菜技术员、妇女干部等有关专业的人才。
1986年9月经苏州市人民政府批准将郊区文化技术学校改为郊区职业高级中学，学校设在劳动路郊区党校内，教职工22名。1991年郊区人民政府投资，在苏浒路45号建造了占地62.2亩，建筑面积15000平方米的校舍，郊区职业中学迁苏浒路45号新址。
1996年学校被评为国标省级重点职业高级中学，校名江苏省苏州市郊区职业高级中学。由于虎丘区的更名（苏州郊区更名为虎丘区），校名更改为苏州市虎丘职业高级中学。于2002年增挂苏州市虎丘中等专业学校的校牌。
2003年与苏州高级工业学校、苏州机械学校合并为苏州工业职业技术学院，原校址更名为苏州工业职业技术学院虎丘校区。2004年苏州工业职业技术学院新校区建成，虎丘校区师生搬迁至新校区，虎丘校区撤销。